# Anschlag in Utrecht 2019

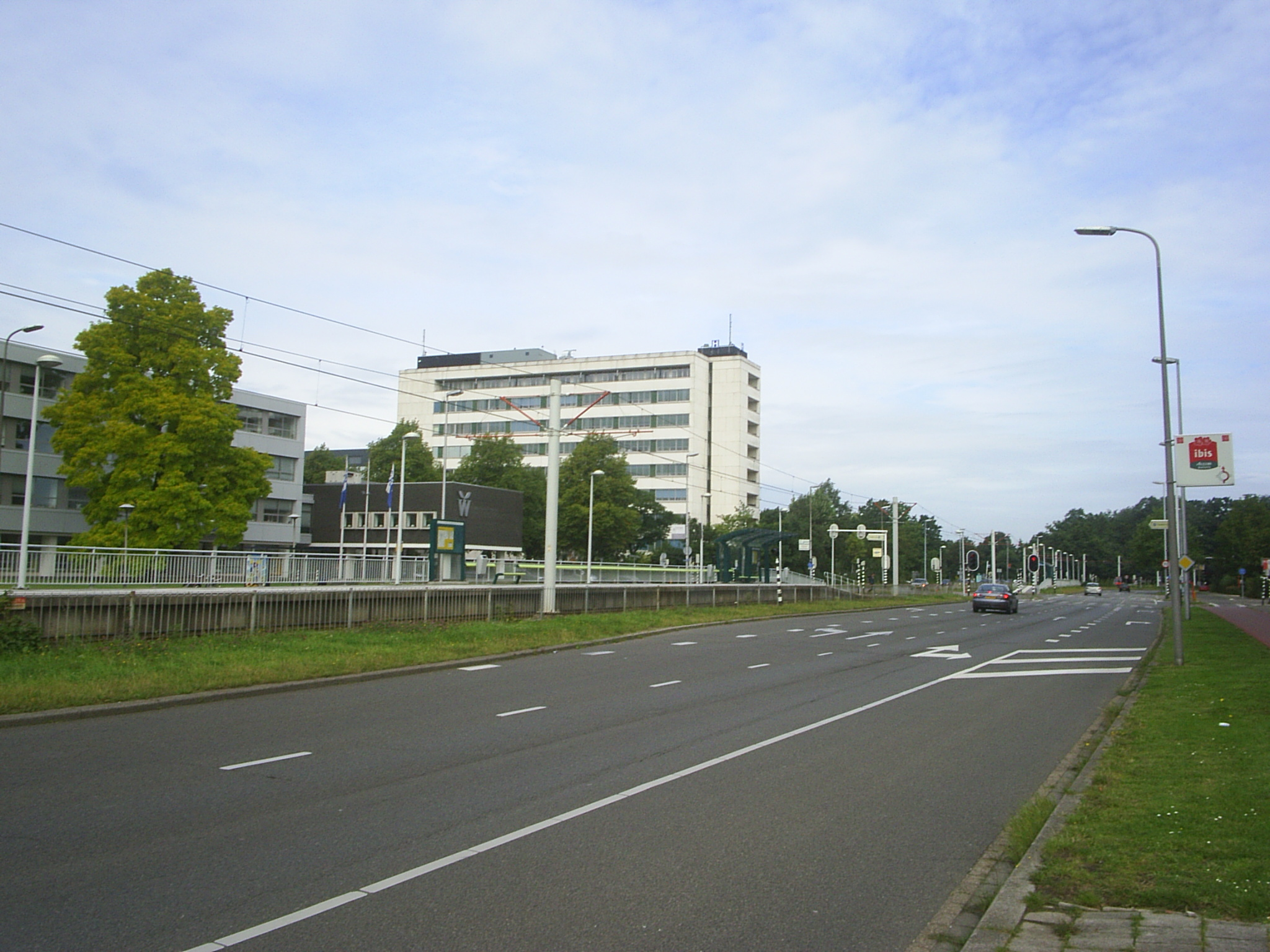
Haltestelle 24 Oktoberplein-Zuid (Platz des 24. Oktobers)

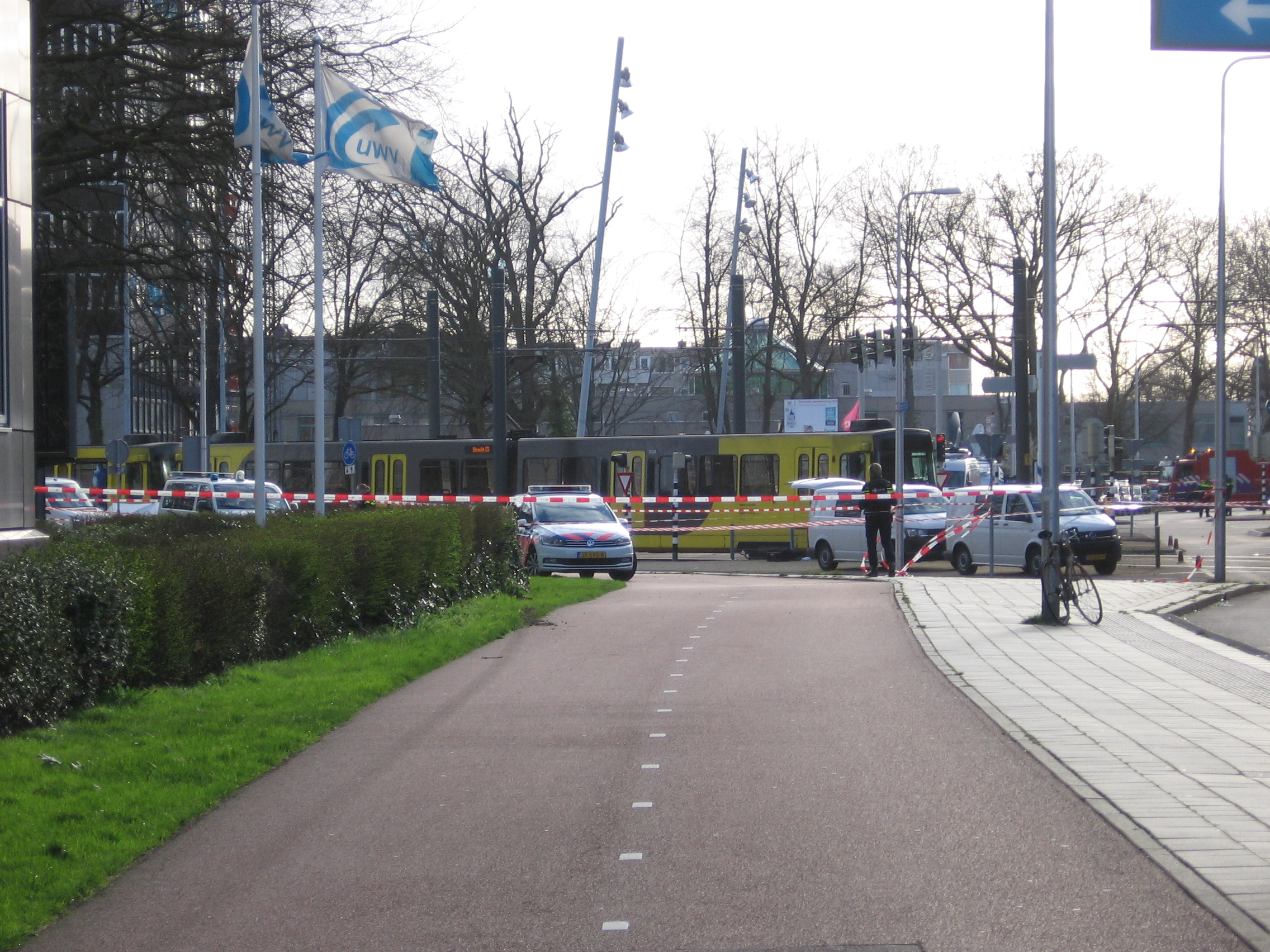
Blick auf den betroffenen Triebzug

Bei einem Anschlag in Utrecht am 18. März 2019 wurden in einem Triebzug der Stadtbahn Utrecht Schüsse auf Fahrgäste abgegeben. Dabei kamen vier Menschen ums Leben, sechs Menschen wurden verletzt, davon zwei schwer. Der Schütze, Gökmen Tanis, wurde noch am selben Tag verhaftet und am 20. März 2020 zu lebenslanger Haft verurteilt.

## Tathergang
Am Vormittag des 18. März 2019 gegen 10:45 Uhr wurden durch einen Mann in einem Fahrzeug der Schnellstraßenbahn in der Nähe der Haltestelle 24 Oktoberplein-Zuid Schüsse abgefeuert. Dabei wurden eine Frau und zwei Männer getötet. Drei weitere Personen wurden durch Schüsse schwer und vier leicht verletzt. Der Täter flüchtete daraufhin in einem gestohlenen roten Renault Clio. Das Fluchtfahrzeug wurde anschließend rund 3 Kilometer vom Tatort entfernt in der Tichelaarslaan im Stadtteil Ondiep verlassen aufgefunden. Im Auto wurde einen Brief mit der Adressierung ‘Allah’ gefunden, worin Tanis seine Motive erwähnte:

„Ich tue dies für meinen Glauben. Ihr macht Muslime tot und wollt uns unseren Glauben wegnehmen, aber das wird nicht gelingen.“

Unmittelbar nach der Tat wurde eine niederländische Antiterroreinheit aktiviert, für die Provinz Utrecht wurde die höchste Terrorwarnstufe ausgerufen – das erste Mal überhaupt in den Niederlanden. Der Schütze wurde noch am selben Tag festgenommen.

## Opfer
Zunächst wurden drei Menschen getötet: zwei Männer aus Utrecht im Alter von 49 und 28 Jahren und eine 19-jährige Frau aus der nahegelegenen Stadt Vianen. Sieben weitere Personen wurden verletzt, drei davon schwer. Die Verletzten wurden zum Universitätsklinikum Utrecht gebracht. Zehn Tage nach dem Attentat erlag ein 74-jähriger Mann aus De Meern als viertes Opfer seinen Verletzungen.
Ein Nachbar der ermordeten 19-Jährigen startete eine Massenfinanzierungsaktion, um die Kosten der Beerdigung zu decken. Sie erhielt so viele Spenden nach wenigen Stunden, dass sie die Spendeneinnahmen in einen Fond für alle Opfer des Anschlags änderte.

## Täter
Der damals 37-jährige Gökmen Tanis (geboren am 2. Juli 1981 in Yozgat, Türkei) gestand am Freitag, den 22. März 2019, den Anschlag und Mord an mehreren Menschen und behauptete, alleine gehandelt zu haben. Medienberichten zufolge stand Tanis in den vergangenen Jahren mehrfach in den Niederlanden vor Gericht, unter anderem wegen Vergewaltigung, Beleidigung und Diebstahl. Erstmals trat er 2012 polizeilich in Erscheinung, als er einen LKW gestohlen hatte. Außerdem soll er 2013 in einem Wohnhaus mit einer Waffe geschossen haben, was damals von der Staatsanwaltschaft als versuchter Totschlag gewertet wurde.
Die Ermittler gehen von einem terroristischen Motiv aus. Dem Täter werden „mehrfacher Mord mit terroristischer Absicht“, „versuchter Mord“ und „terroristische Bedrohung“ vorgeworfen. Bisher hat sich der Täter nicht zum Tatmotiv geäußert, jedoch legt ein im Fluchtauto gefundener Brief nahe, dass es sich um Terrorismus handelt, auch wenn andere mögliche Tatmotive nicht ausgeschlossen werden. Laut dem Nachrichtenportal Ahval berichtete ein türkischer Geschäftsmann gegenüber BBC Turkey, dass Tanis bereits wegen einer angeblichen Mitgliedschaft bei dem Islamischen Staat verhaftet worden wäre, jedoch später wieder freigelassen wurde. Er soll ein Einzelgänger sein, der angeblich auch in der Tschetschenischen Republik gekämpft hätte. Der Bruder von Gökmen Tanis, Bilal T., ist ein Befürworter der Kaplancılar, einer radikal-islamischen Splittergruppe in der Türkei, die den säkularen Staat ablehnt und die Türkei in ein Kalifat umbauen will. Bilal sieht Mustafa Kemal Atatürk als Volksverräter, weil dieser die Türkei in einen säkularen Staat umfunktionierte. Er beschreibt Atatürk als „ungläubigen Hund“ auf Facebook und schrieb unter einem manipulierten Video, in dem Atatürk mit Raketen beschossen wird, dass er die Demokratie und alle anderen Systeme zerstört sehen will, die gegen Allahs System seien. Er sieht Atatürk als einen „degenerierten“ und wünscht, dass die schwarze Fahne des Dschihad überall auf der Welt wehen würde – die schwarze Fahne wird vor allem auch vom IS verwendet. Mehmet Tanis, der Vater des Verdächtigen, der in der türkischen Provinz Kayseri im Zentrum der Türkei lebt, sagte der privaten Nachrichtenagentur Demiroren, dass er seit 11 Jahren nicht mehr mit seinem Sohn gesprochen habe. „Wenn er es tat, sollte er die Strafe zahlen“, sagte der Vater den Journalisten.

## Prozess
Am 3. März 2020 wurde Gökmen Tanis vierfacher Mord und mehrfacher Mordversuch mit einem terroristischen Motiv zur Last gelegt. Bei der Verlesung der Zeugenaussagen lachte der Angeklagte mehrfach. Am 20. März wurde Tanis zu lebenslanger Haft verurteilt. Die Niederlande kennen keine rechtlich geregelte Begrenzung einer lebenslangen Freiheitsstrafe, nur durch Begnadigung des niederländischen Königs könnte Tanis wieder aus dem Gefängnis entlassen werden.

## Ermittlungen
Gefahndet wurde mit Hilfe eines Fotos aus der im Triebzug installierten Überwachungskamera nach dem Hauptverdächtigen Tanis, der wenige Tage später die Tat gestand, einem 37-jährigen Mann, der in der Türkei geboren wurde.  Er wurde am Abend des gleichen Tages verhaftet. Einen Tag nach der Tat wurde zudem ein 40-jähriger Mann aus Utrecht festgenommen, der auch als möglicher Tatverdächtiger galt, weil Gökmen Tanis bei ihm zu Hause festgenommen worden war. Jedoch fanden die Ermittler keine Beweise für eine Beteiligung und der 40-jährige Mann wurde kurz darauf aus der Haft entlassen. Zuvor wurden zwei weitere Personen festgenommen, jedoch schnell wieder freigelassen.

## Reaktionen

### Türkei
Das türkische Außenministerium äußerte sich schockiert: „Angesichts dieses Angriffs stehen wir in voller Solidarität mit der niederländischen Bevölkerung und der Regierung.“ Außerdem versprach Präsident Recep Tayyip Erdogan in einem TV-Interview eine Ermittlung des türkischen Geheimdienstes Millî İstihbarat Teşkilâtı (MIT): „Unsere Geheimdienste untersuchen das alles, unser Geheimdienstchef hat mir gesagt, dass gerade alle Details gesammelt werden.“